# Pavoninoides
Pavoninoides es un género de foraminífero bentónico de la subfamilia Tubinellinae, de la familia Hauerinidae, de la superfamilia Milioloidea, del suborden Miliolina y del orden Miliolida. Su especie tipo es Pavoninoides panamensis. Su rango cronoestratigráfico abarca el Eoceno superior.

## Clasificación
Pavoninoides incluye a la siguiente especie:
- Pavoninoides panamensis †